# Victory Boogie-Woogie
 (octobre 2017).
Victory Boogie Woogie est le dernier tableau du peintre néerlandais Piet Mondrian, peint à New York et laissé inachevé à sa mort, en février 1944. Il est aujourd'hui conservé au musée municipal de La Haye.

## Description et analyse
Comme Broadway Boogie Woogie, Victory Boogie Woogie est un tableau carré de 127 cm (50 pouces) de côté, mais il est en forme de « diamant » (c'est-à-dire qu'il est basculé de 45 degrés).

Il a été acheté 80 millions de florins, approximativement 35 millions d'euros, au collectionneur d'art américain Samuel Irving Newhouse, Jr. (en), par la Stichting Nationaal Fonds Kunstbezit (nl) (Fondation nationale d'art) grâce à un don de la Banque des Pays-Bas, commémorant l'introduction de l'euro, ce qui suscita des questions à la Seconde Chambre des États généraux néerlandaise.